# Qatana District
Qatana District (arabiska: منطقة قطنا) är ett distrikt i Syrien.   Det ligger i provinsen Rif Dimashq, i den sydvästra delen av landet, 30 kilometer sydväst om huvudstaden Damaskus.
Omgivningarna runt Qatana District är i huvudsak ett öppet busklandskap. Runt Qatana District är det ganska tätbefolkat, med 75 invånare per kvadratkilometer.